# Szénizotópos kormeghatározás
A szénizotópos kormeghatározás (radiokarbonos mérés) olyan radiometrikus kormeghatározási módszer, amely a természetben előforduló 14C izotópot használja a széntartalmú anyagok korának meghatározására kb. 60 000 (más közlés szerint 50 000) évre visszamenően. A radioaktív szén sugárzása a 37 000 évet meghaladó korú minta esetében már nehezen különíthető el a természetes háttérsugárzástól.
A régészet területén ezt abszolút kormeghatározásnak tekintik, amelyet Willard F. Libby és munkatársai dolgoztak ki 1949-ben a Chicagói Egyetemen. 1960-ban Libby kémiai Nobel-díjat kapott a radiokarbonos módszerért.

## Haladás a technikában és felhasználásában
Hessel de Vries, a Groningeni Egyetemen tovább kereste a változatos mérési technológiák által adott lehetőségek gyakorlati alkalmazásának egyszerűsítését, gyorsítását. Fontos volt azon probléma leküzdése, hogy a kezdeti eljárások nagy mennyiségű szerves anyagot igényeltek. Figyelembe véve azt a körülményt, hogy technológiája során a lelet megsemmisült, valamint a szerves maradványok viszonylag kis számát, a régészek leghőbb vágya a minta szükséges mennyiségének csökkentése volt. Őt „a radiokarbon hős tudósának” nevezték. A minta tömegének csökkentése azonban csak a tömegspektrométer alkalmazásával vált lehetővé az 1980-as évek közepén.

## Radiokémiai alapjai
A szénnek két stabil (nem radioaktív) izotópja van: a szén-12 (12C) és szén-13 (13C). Ráadásul, előfordul kis mennyiségű instabil szén-14 (14C) a Földön. A szén-14-nek a felezési ideje 5730 év, és régen eltűnt volna a Földről, ha a Föld légkörében a kozmikus sugárzás nem hozná létre szüntelenül; ez a folyamat nitrogént alakít át szén-14-gyé. Amikor a kozmikus sugarak belépnek a légkörbe, különböző átalakulásokon mennek keresztül, beleértve a neutronok termelését. A neutronok a légköri nitrogénmolekulák (N2) egyik atomjával ütközve a következő folyamatot hozzák létre:

Atmoszferikus ^{14}C, Új-Zéland és Ausztria. Az új-zélandi görbe jellemző a déli féltekére, az osztrák görbe pedig az északi féltekére. A légköri nukleáris kísérletek megduplázták a ^{14}C koncentrációját az északi féltekén.

A szén-14 termelés legnagyobb mértékben a 9–15 km-es magasságban játszódik le és magas geomágneses szélességeken, de a szén-14 szétterjed egyenletesen az egész légkörben és reakcióba lép az oxigénnel, ennek eredménye szén-dioxid lesz. A szén-dioxid bejut az óceánokba és feloldódik a vízben. Hozzávetőleges elemzések azt feltételezik, hogy a kozmikus sugárzás állandó mértékű hosszú időszakokon keresztül, ilyen módon a szén-14 is állandó mennyiségben keletkezik, tehát az aránya a nem radioaktív szénhez viszonyítva a Föld légkörében és az óceánok felszínhez közeli részén állandó. Nagyjából 1 részecske jut egy billió egyéb részecskére (600 milliárd atom/mól). A pontosabb munkával a kozmikus sugárzás fluxusának időbeni változatait kompenzálni lehet a görbék kalibrációjával. Ha ezeket a görbéket használjuk, akkor a pontosságuk és az alakjuk lesz a korlátozó tényező egy adott minta radiokarbonos kormeghatározásában.
A növények felveszik a légköri szén-dioxidot fotoszintetizálással és az állatok megeszik őket, így cseréli minden élő dolog folyamatosan a szén-14-et a környezettel élete során; az anyagcsere révén a 14C/12C-arány nagyjából állandó (a megfigyelést, hogy kis mértékben változhat, a dendrokronológiai ellenőrzések tették lehetővé). Mihelyt az élő objektum elpusztul, ez a csere megáll, és a szén-14 mennyisége fokozatosan, pontosan meghatározott sebességgel csökken a radioaktív bomlással. Felezési ideje 5736 év.
A (béta-bomlás) miatt β-részecskék kibocsátásával a szén-14 átalakul stabil (nem radioaktív) nitrogén-14-re. Ez a csökkenés használható arra, hogy megtudjuk, mennyire régi az egykor élt, elpusztult anyag. Azonban a vízi növényekbe olyan oldott karbonátokból is jut szén, amelyek feltehetően nagyon régiek, és ennek következtében hiányos szén-14-izotópban, így az eljárás kevésbé megbízható ilyen növények esetén, valamint olyan állatokból származó mintáknál, amelyeknek ilyen növények voltak a táplálékláncában. Általánosságban a módszer korlátait jelentik a különböző korú szénforrások, sőt a betemetődés után is kerülhet más eredetű szén a szerves anyagba.

## A módszer pontossága
A meghatározott dátum pontossága nagy mértékben függ a minta tömegétől. A megfelelő mérési pontosság eléréséhez vagy hosszú idejű mérés vagy nagy tömegű minta szükséges. A számított kor pontossága fordítottan arányos a radioaktív bomlással elbomlott szénatomok észlelt számának négyzetgyökével. 10 000 darab szénatom bomlásának kimutatása már 80 éves pontosságot jelenthet, ehhez 1-5 gramm tiszta szén kell. Ekkora szénmennyiséget viszont 0,025–1 kg szerves anyag tartalmaz. Mindezeken kívül nagymértékben befolyásolja a mért C-14 izotópok mennyiségét az adott anyagot ért neutronsugárzás mértéke is, mivel ilyenkor szintén lezajlik a fentebb említett Nitrogén átalakulása C-14-é: {\displaystyle {}_{\ 7}^{14}\mathrm {N} +{}_{0}^{1}\mathrm {n} \rightarrow \ {}_{\ 6}^{14}\mathrm {C} ^{*}+{}_{1}^{1}\mathrm {p} }
Ezzel megnövelve a vizsgált anyagban lévő C-14 szintet, ezáltal torzítva a kormeghatározást, mely így fiatalabb eredményt fog adni a valós korhoz képest. Fontos kiemelni, hogy neutron sugárzás a földrengések előtt pár nappal már mérhető, amely elegendő az említett folyamat lejátszódásához. Azokon a földrajzi területeken, ahol gyakoriak a földrengések, ezt a folyamatot mindenképpen figyelembe kell venni a kormeghatározás során.